# Dolní Životice
Dolní Životice (in tedesco Schönstein) è un comune della Repubblica Ceca facente parte del distretto di Opava, nella regione della Moravia-Slesia.